# Femella
|  | Per a altres significats, vegeu «Femella (eina)». |

En les espècies amb sexualitat diferenciada, les femelles(♀) són els individus que posseeixen el gàmeta de majors dimensions. Són les més propenses a encarregar-se de la gestació i la criança. La dona és la femella humana. Es tracta del sexe d'un organisme o d'una part d'un organisme que produeix òvuls. Exceptuant afeccions mèdiques rares, la majoria de mamífers femenins, inclosos humans, tenen dos cromosomes X. Les característiques femenines varien entre diferents espècies i algunes contenen característiques femenines més ben definides. Tant la genètica com el medi ambient conformen el desenvolupament prenatal d'una femella.

## Definicions i característiques
Els òvuls es defineixen com els gàmetes més grans d'un sistema de reproducció heterogàmia, mentre que el gàmet més petit, generalment motil, l'espermatozoide, és el produït pel mascle. Una persona femenina no es pot reproduir sexualment sense accés als gàmetes d'un mascle, i viceversa. Alguns organismes també es poden reproduir per si mateixos en un procés conegut com a reproducció asexual. Un exemple de reproducció asexual que algunes espècies femenines poden realitzar és la partenogènesi.
No hi ha un mecanisme genètic únic darrere de les diferències de sexe en diferents espècies i, l'existència de dos sexes, sembla que ha evolucionat diverses vegades de forma independent en diferents llinatges evolutius. Els patrons de reproducció sexual inclouen:
- Espècies isògames amb dos o més tipus d'aparellament amb gàmetes de forma i comportament idèntics (però diferents a nivell molecular).
- Espècie anisògama amb gàmetes de tipus masculí i femení.
- Espècie oògama, que inclou humans en què el gàmet femení és molt més gran que el mascle i no té capacitat de moure’s. L'oogàmia és una forma d'anisogàmia. Hi ha un argument que indica que aquest patró es basa en les limitacions físiques en els mecanismes mitjançant els quals dos gàmetes es reuneixen segons cal per a la reproducció sexual.[3]